# Red Ensign

Britská námořní vlajka
Poměr stran: 1:2

Red Ensign (česky Červená vlajka, ve vexilologické literatuře překládána jako červená britská služební/námořní vlajka), je bývalá britská obchodní vlajka tvořená červeným listem o poměru stran 1:2 s kantonem v horním (žerďovém) rohu, v kterém je vlajka Spojeného království (tzv. Union Jack). Barva listu má stejný odstín jako červená barva nynější britské vlajky (vychází z anglické vlajky).
Lze se setkat i s označením vlajky jako Red Duster, které používali hlavně námořníci (česky červený „hadr“).
Vlajka je užívána britskými obchodními a civilními loděmi či jinými plavidly, jedná se tedy o námořní národní vlajku (FIAV symbol ).
Motiv červené vlajky je dodnes používaný na vlajkách zámořských území Spojeného království (např. Bermudská vlajka) nebo
na námořních vlajkách jiných států (např. Fidžijská vlajka). V minulosti se motiv užíval i na vlajkách bývalých britských kolonií (např. Kanadská vlajka).

Rozměry vlajky

## Historie

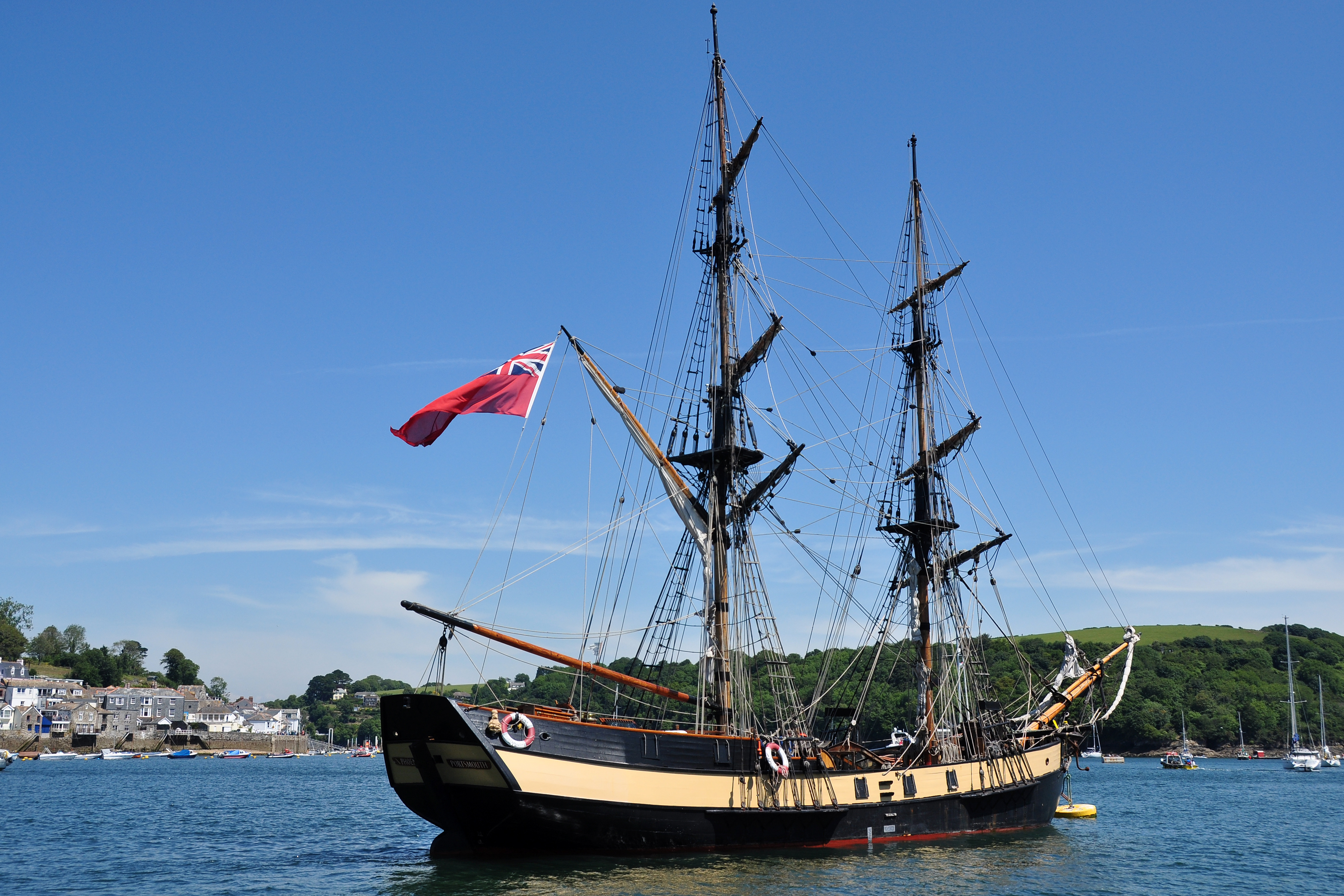
Red Ensign na lodi Phoenix u ústí řeky Fowey

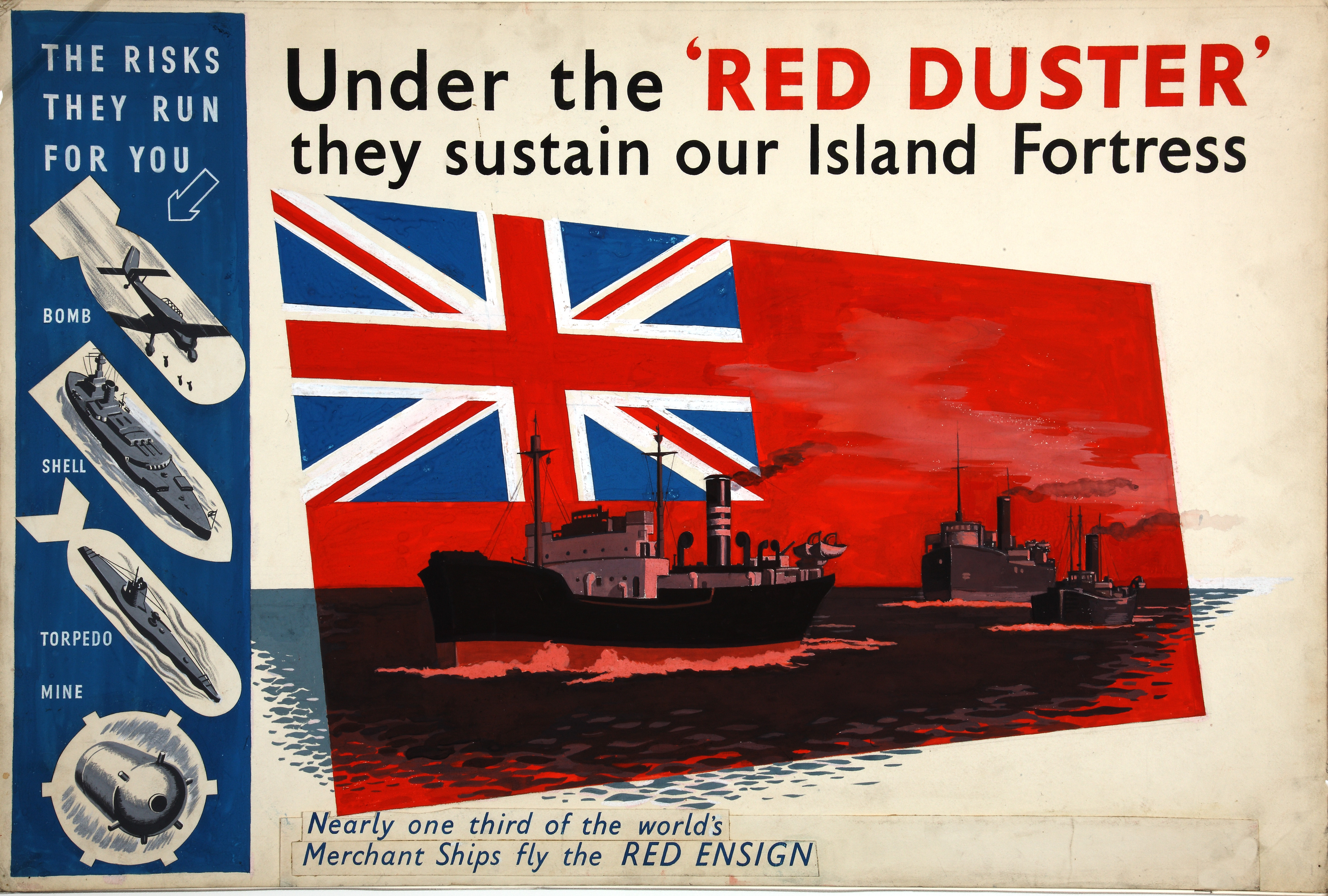
Válečný plakát s vlajkou

Red Ensign pochází ze 17. století a v horním žerďovém rohu původně nesla vlajku Anglie. V roce 1674 ji král Karel II. Stuart prohlásil za vlajku obchodních britských lodí, avšak přesto byla běžně využívána i v jiných kruzích. Vlajka s červeným pozadím byla velmi oblíbená a různé, hlavně anglosaské, státy si ji přizpůsobovaly ke svému obrazu. Například skotské obchodní lodě, před sjednocením s Velkou Británii, v kantonu zobrazovaly skotský kříž svatého Ondřeje. Případně používaly vlajku s Union Jackem, ale velmi běžně se spodek vlající části listu obohacoval o nějaký emblém (anglicky badge). Příkladem mohou být opět bývalé britské kolonie jako Indie, Kanada či Nový Zéland, jehož vlajka vychází ze starého motivu červené vlajky, nyní má jen tmavě modré pozadí. Později podobné modifikace schválila britská královna Anna Stuartovna.
Až do reformy loďstva v roce 1864 byla červená vlajka stále považována jako jedna ze tří vlajek britského námořnictva. Teprve o mnoho let později byly jednotlivým vlajkám přiděleny jejich funkce:
- Red Ensign (Červená vlajka) — obchodní vlajka, vlajka britských jednotlivců a dalších společností na moři
- Blue Ensign (Modrá vlajka) — vlajka anglosaských vládních agentur na moři, obchodních lodí, v jejichž posádce jsou bývalí příslušníci britského námořnictva, a některých jachetních klubů, které dostaly speciální povolení[3]
- White Ensign (Bílá vlajka) — vlajka britského královského válečného námořnictva. Mohou ji vyvěšovat i jachty z klubu Royal Yacht Squadron[4] na ostrově Wight. Dále lodě úřadu pro stavbu a správu majáků Trinity House, pokud doprovázejí krále či královnu[5]

## Vlajky s motivem Red Ensign

### Současné

Současné námořní
Australská námořní vlajka Poměr stran: 1:2
Fidžijská národní námořní vlajka Poměr stran: 1:2
Novozélandská námořní vlajka Poměr stran: 1:2

Současné regionální
Vlajka Manitoby (kanadská provincie) Poměr stran 1:2
Vlajka Ontaria (kanadská provincie) Poměr stran 1:2

### Historické

Kanadská vlajka (1868–1921) Poměr stran: 1:2
Kanadská vlajka (1921–1957) Poměr stran: 1:2
Kanadská vlajka (1957–1965) Poměr stran: 1:2

### Motiv červeného listu

Anglická červená vlajka (1620)
Skotská červená vlajka (před rokem 1707)
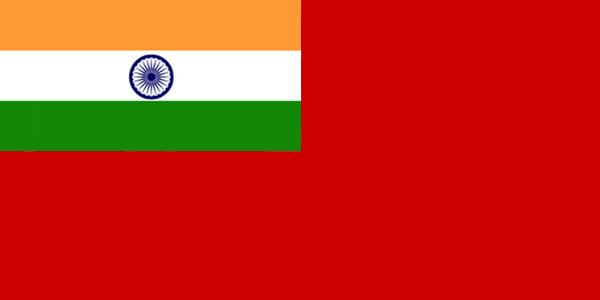
Indická obchodní vlajka (?)
Novoanglická vlajka (17. století)